# Stephen Carmichael
Stephen Carmichael (nascut el 28 de març de 1994) és un futbolista neozelandès que actualment juga com a davanter per a l'Auckland City del Campionat de Futbol de Nova Zelanda.

## Trajectòria per club
Carmichael inicià la seva carrera esportiva amb l'equip juvenil de l'Auckland City de Nova Zelanda. Va formar part de l'equip juvenil fins al juliol de 2011, data en què fou transferit a l'equip oficial de l'Auckland City.
Després de ser transferit a l'equip oficial, va debutar per l'equip el 27 de novembre de 2011 en un partit local a Kiwitea Street contra el YoungHeart Manawatu. El partit acabà 5 a 0, amb Carmichael marcant l'últim gol del partit i el primer gol seu pel club. Des d'aleshores ha jugat pel club en 5 partits més.

## Trajectòria internacional
Va formar part de la selecció neozelandesa sub-17 que se n'anà a Mèxic per a participar en el Campionat del Món de la FIFA sub-17 de 2011. En el primer partit de Nova Zelanda debutà contra l'Uzbekistan i en un partit en què guanyaren 4 a 1 Carmichael marcà un hat-trick. Carmichael acabà jugant en els 3 partits que quedaven en la competició per a la selecció neozelandesa.

## Palmarès
- Lliga de Campions de l'OFC (1): 2011-12.